# Сафин, Гарей Сафинович
Гарей Сафинович Сафин (1907—1975) — советский работник сельского хозяйства, Герой Социалистического Труда.

## Биография
Родился в 1907 году. Данные о дальнейшей деятельности Сафина отсутствуют, известно, что в годы Великой Отечественной войны, в 1942 году, он вступил в должность старшего механика Буинской машинно-тракторной станции — обучал молодёжь работе на тракторах и комбайнах. Был инициативным и думающим руководителем, ввел бригадно-узловой метод ремонта машин — те, кто работал на тракторе или комбайне, сами их разбирали, осматривали детали и ремонтировали. Также Гарей Сафинович совершенствовал мастерскую, механизаторы под его руководством стали самостоятельно изготовлять детали и реставрировать их, что сказывалось на работе в поле. Так в 1947 году при плане 900 гектаров трактористы Буинской МТС вспахали 2000 гектаров зяби с высоким качеством, за что Гарей Сафинович Сафин был удостоен звания Героя Социалистического Труда. Позже работал в Буинском управлении объединения «Сельхозтехника».
Находился на пенсии. Умер 18 июля 1975 года в городе Буинске.
В центре города Буинска установлен памятник землякам — Героям Социалистического Труда, среди которых есть и Гарей Сафинович Сафин.

## Награды
- Указом Президиума Верховного Совета СССР в 1947 году Гарею Сафиновичу Сафину было присвоено звание Героя Социалистического Труда с вручением ордена Ленина и золотой медали «Серп и Молот».
- Также был награждён медалями.